# Въоръжени сили на Нигер
Въоръжените сили на Нигер включват армия, военновъздушни сили, жандармерия и републиканска гвардия.
Армията наброява 8000 души пехота – 2 парашутни роти, 9 механизирани роти, 4 леки бронетанкови бригади. Военновъздушните сили разполагат с 4 самолета. Жандармерията наброява 2700 души, а републиканската гвардия – 4000 души.
В страната има 10 френски военни инструктори, а САЩ обучават кадри за офицери. Нигерски военни се обучават безплатно и във Франция. Китай, Германия и Алжир също осигуряват подкрепа.
Предвидено е леко увеличаване на въоръжените сили до 2010 г.
- Въоръжени сили на Нигер
- Нигерски парашутисти от 322-ри парашутна рота, по време на тренировки с американски военни, 2007 година
- Нигерски войници